# Placówka Straży Granicznej I linii „Rybin”

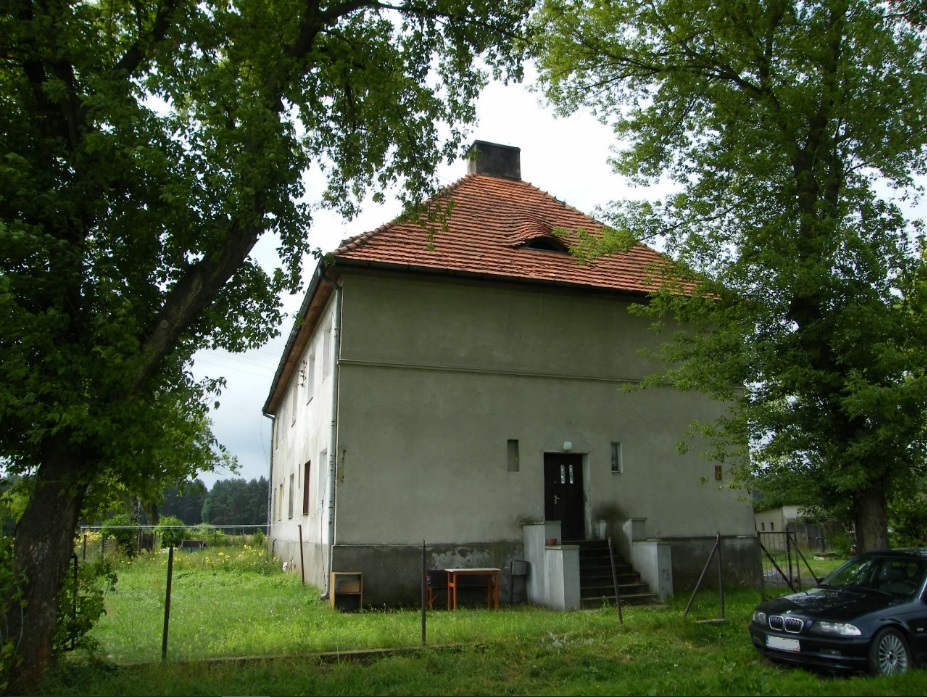
Budynek placówki SG Rybin

Placówka Straży Granicznej I linii „Rybin” – jednostka organizacyjna Straży Granicznej pełniąca służbę ochronną na granicy polsko-niemieckiej w okresie międzywojennym.

## Geneza
Na wniosek Ministerstwa Skarbu, uchwałą z 10 marca 1920 roku, powołano do życia Straż Celną. Od połowy 1921 roku jednostki Straży Celnej rozpoczęły przejmowanie odcinków granicy od pododdziałów Batalionów Celnych. W 1921 roku na terenie Słupi stacjonował sztab 1 kompanii 14 batalionu celnego. 1 kompania  wystawiła placówkę w Rybinie. Proces tworzenia Straży Celnej trwał do końca 1922 roku. Placówka Straży Celnej „Rybin” weszła w podporządkowanie komisariatu Straży Celnej „Rybin” z Inspektoratu SC „Ostrów”.

## Formowanie i zmiany organizacyjne
Rozporządzeniem Prezydenta Rzeczypospolitej Polskiej Ignacego Mościckiego z 22 marca 1928 roku, do ochrony północnej, zachodniej i południowej granicy państwa, a w szczególności do ich ochrony celnej, powoływano z dniem 2 kwietnia 1928 roku  Straż Graniczną.
Rozkazem nr 3 z 25 kwietnia 1928 roku w sprawie organizacji Wielkopolskiego Inspektoratu Okręgowego dowódca Straży Granicznej gen. bryg. Stefan Pasławski określił strukturę organizacyjną komisariatu SG „Słupia”. Placówka Straży Granicznej I linii „Rybin” znalazła się w jego strukturze.
Rozkazem organizacyjnym nr 2/28 z 7 lipca 1928 zlikwidowano komisariat SC „Rybin”, a jego placówki „Kąty Ślaskie” i „Rybin” przekazano do komisariatu SG „Bralin”, a w zasadzie do podkomisariatu „Kobylagóra”. 
Rozkazem nr 11 z 9 stycznia 1930 roku  o reorganizacji Wielkopolskiego Inspektoratu Okręgowego komendant Straży Granicznej płk Jan Jur-Gorzechowski ustalił numer i organizację samodzielnego już komisariatu „Kobyla Góra”. Placówka weszła w jego skład.

## Służba graniczna
Placówka w 1934 roku posiadała własny budynek skarbowy. W budynku zakwaterowana też była załoga placówki.
Sąsiednie placówki:
- placówka Straży Granicznej I linii „Pawłów” ⇔ placówka Straży Granicznej I linii „Pisarzowice” − 1928[7]
- placówka Straży Granicznej I linii „Kąty Śląskie” ⇔ placówka Straży Granicznej I linii „Pisarzowice” − styczeń 1930[9]